# Lilla Aktuellt
Lilla Aktuellt är ett TV-program med start den 15 september 1993 som produceras av SVT. Lilla Aktuellt är Sveriges enda nyhetsprogram på TV för barn. Målgruppen är barn i mellanstadieålder. 
Programmet sänds måndag - torsdag 19.15 i SVT Barn och finns också i SVT Play.
På fredagar sänds dessutom Lilla Aktuellt Skola (före detta Lilla Löpsedeln) som främst vänder sig till mellanstadiet. Programmet görs i samproduktion med UR. Lilla Aktuellt Skola visas fredagar 10.00 i SVT Play och 14.45 i SVT Barn. Det finns också tillgängligt i UR Play.
I december 2017 uppgick Lilla Sportspegeln i Lilla Aktuellt.

## Redaktion
Programmet startade med Isabella Grybe och Pieter Tham som programledare. I augusti 1994 började Pelle Thörnberg arbeta på Lilla Aktuellt, där han slutade arbeta i december 1999. Simon Romanus tog över efter Thörnberg, därefter Pelle Nilsson och Andrea Hökerberg.
Nuvarande (2025) programledare är Lizette Edfeldt, Nora Fazel Abdollatif och Ken Gerhardsson. Projektledare är Josephine Keyser Hattevig.

## Mottagande
2014 vann programmet Barncancerfondens Journalistpris för reportaget "Bästa vänner trots sjukdomen" av Josephine Hattevig. 2015 vann Lilla Aktuellts app "Kollen" ett pris från WAN-IFRA (World Associated Press) ett av priserna i den årliga tävlingen World Young Reader Prize. 2019 Nominerades Lilla Aktuellt till Stora Journalistpriset i kategorin Årets röst och 2021 i kategorin Årets förnyare.